# Andrés de Vargas

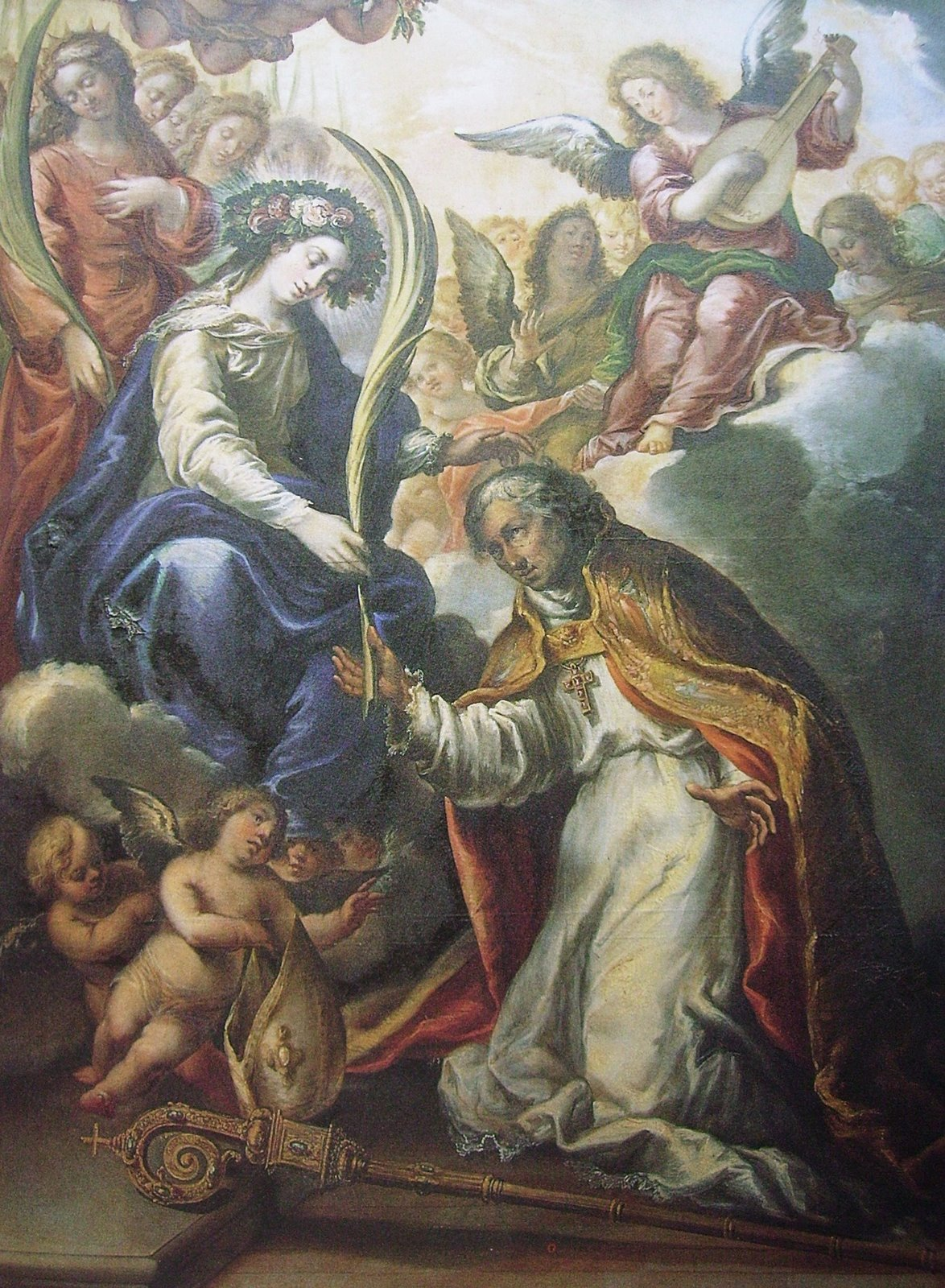
La Virgen entrega la palma a San Julián, Catedral de Cuenca, capilla del Sagrario.

Andrés de Vargas (Cuenca, c. 1610-1674), pintor barroco español. 
Según Antonio Palomino, cuando alcanzó edad competente fue enviado a Madrid para estudiar pintura con Francisco Camilo, llegando a imitar el estilo de su maestro con suma perfección. Los primeros documentos que se conocen en relación con él confirman su estancia en Madrid en 1638, actuando como tasador, lo que implica que ya entonces había alcanzado cierta independencia profesional. En 1644 firmó la Transverberación de Santa Teresa del convento de carmelitas de San José de Guadalajara, primera obra conocida, cuyas figuras, excesivamente estáticas, en nada recuerdan, sin embargo, las de Camilo y podrían remitirse mejor a la pintura madrileña de las primeras décadas del siglo. Junto a Camilo y Francisco Rizi participó en la decoración de la capilla del Santo Cristo de los Capuchinos de la Paciencia (1651), destinada a reparar los agravios infligidos a una imagen de Cristo por un grupo de criptojudios sentenciados por la Inquisición. A Vargas le correspondió el Martirio del brasero, resuelto con cierto naturalismo, ambientando la escena en un espacio cotidiano. El lienzo, tras pasar al Museo de la Trinidad, fue cedido al Ayuntamiento de Porriño (Pontevedra), resultando destruido por un incendio en 1976.
En su testamento, firmado en Madrid en septiembre de 1652, el pintor y mercader de pintura Francisco Verges decía deber a María Ludeña 1400 reales «con treinta y tres reales de a ocho que me prestó pocos días a para pagar a Vargas el pintor». Quizá la urgencia en el cobro por obra desconocida se debiese a su deseo de retornar a Cuenca, como hizo ese mismo año, para ocuparse de la decoración de la Capilla del Sagrario de la Catedral, su obra más ambiciosa y en la que le pertenecen tanto las pinturas sobre lienzo de los tres altares, entre las que destacan la historia de San Julián recibiendo la palma de manos de la Virgen y la Ascensión de la Magdalena, de dinámica composición, como las pinturas murales de las pechinas, tambor y cúpula, donde entre guirnaldas y roleos se disponen una serie de virtudes y arcángeles. Es posible que desde ese momento permaneciese ya en Cuenca, donde se citan un San Roque en la iglesia de San Miguel, firmado en 1663, y algunas pinturas murales en la de Santa Cruz, parroquia en la que aparece avecindado en 1669, destruidas en 1936. Palomino, quien acusa a su pintura de ser muy desigual, «porque seguía la máxima, de que conforme pintaban, pintaba», afirma que murió en Cuenca en 1674, de poco más de sesenta años.